# (32982) 1996 VD38
1996 VD38 (asteroide 32982) é um asteroide da cintura principal. Possui uma excentricidade de 0.03672180 e uma inclinação de 5.67241º.
Este asteroide foi descoberto no dia 2 de novembro de 1996 por Beijing Schmidt CCD Asteroid Program em Xinglong.